# Championnat du Brésil de Formule 4
Le Championnat du Brésil de Formule 4 est un championnat de course automobile régi par les règlements de Formule 4 de la  FIA. À l'origine, un accord a été signé entre la CBA (Confederação Brasileira de Automobilismo) et F / Promo Racing, l'entreprise qui organisait déjà des compétitions de Formula Vee au Brésil. Ce dernier est remplacé par Vicar, l'organisateur du Stock Car Brasil, avant le début de la saison inaugurale en 2022.

## Histoire
En mars 2013, Gerhard Berger et la Commission des Monoplaces de la FIA lancent la Formule 4. L'objectif de cette catégorie est de rendre plus clair le parcours menant à la Formule 1. En plus de réglementations sportives et techniques précises, les coûts sont également encadrés. Ainsi, le prix d'une voiture ne doit pas dépasser 30 000 €, et le budget pour une saison complète en Formule 4 ne peut excéder 100 000 €.
Pedro Clerot remporte la saison inaugurale et son écurie remporte aussi le titre constructeur. Pour la deuxième saison du championnat, c'est  Vinícius Tessaro qui remporte le titre à Interlagos. Pour la saison 2024, Matheus Comparatto remporte le titre. Durant cette saison, Rafaela Ferreira devient la première femme à remporter une course dans le championnat.

## Voiture
Le constructeur italien de voitures de course Tatuus avait initialement prévu d'utiliser le modèle F4-T014 comme voiture officielle de la série. Cependant, en raison du report de l'inauguration, ce sont finalement les modèles plus récents Tatuus F4-T421 qui ont été utilisés.

## Champions

### Pilotes
| Saison | Équipe              | Pilote             | Courses   | Pole positions | Victoires | Podiums | Meilleurs tours | Points | Écart |
| ------ | ------------------- | ------------------ | --------- | -------------- | --------- | ------- | --------------- | ------ | ----- |
| 2022   | Full Time Sports    | Pedro Clerot       | 18 sur 18 | 4              | 7         | 11      | 7               | 276    | 63    |
| 2023   | Cavaleiro Sports    | Vinícius Tessaro   | 18 sur 18 | 3              | 6         | 9       | 9               | 233    | 17    |
| 2024   | Oakberry Bassani F4 | Matheus Comparatto | 24 sur 24 | 4              | 5         | 15      | 3               | 337    | 30    |
| 2025   |                     |                    |           |                |           |         |                 |        |       |

### Équipes
| Saison | Equipe           | Pole positions | Victoires | Podiums | Meilleurs tours | Points | Écart |
| ------ | ---------------- | -------------- | --------- | ------- | --------------- | ------ | ----- |
| 2022   | Full Time Sports | 4              | 10        | 17      | 9               | 488    | 88    |
| 2023   | Cavaleiro Sports | 6              | 7         | 20      | 10              | 492    | 50    |
| 2024   | TMG Racing       | 6              | 13        | 35      | 6               | 738    | 193   |
| 2025   |                  |                |           |         |                 |        |       |

## Circuits
- Gras indique que le circuit a été utilisé lors de la saison 2025.
- Italique indique que le circuit (absent de 2022-2024) sera utilisé lors de la saison 2025.

| N° | Circuits                                       | Courses | Saison       |
| -- | ---------------------------------------------- | ------- | ------------ |
| 1  | Autódromo José Carlos Pace                     | 10      | 2022–present |
| 2  | Autódromo Velo Città                           | 5       | 2022–present |
| 3  | Autódromo Internacional Ayrton Senna (Goiânia) | 4       | 2022–present |
| 4  | Autódromo Oscar y Juan Gálvez                  | 1       | 2024         |
| 5  | Autódromo Brasília BRB                         | 0       | 2025         |